# ۴۳۵ (قمری)
۴۳۵ (قمری)، چهارصد و سی و پنجمین سال در گاهشماری هجری قمری است. اول محرم این سال برابر با شانزدهم اوت سال ۱۰۴۳ میلادی است.